# Urophysa rockii
Urophysa rockii är en ranunkelväxtart som beskrevs av Oskar Eberhard Ulbrich. Urophysa rockii ingår i släktet Urophysa och familjen ranunkelväxter. Inga underarter finns listade i Catalogue of Life.